# Alfa Romeo 75
El Alfa Romeo 75 (Tipo 161, 162B), también conocido como Alfa Romeo Milano en Norteamérica es un automóvil del segmento D producido por el fabricante italiano Alfa Romeo entre los años 1985 y 1993. Fabricado en la planta de Arese, en sus tres primeros años de producción alcanzó la notable cita de 236.907 unidades fabricadas, finalizando la producción en 1993 con 386.767. El 75 fue el último modelo de Alfa Romeo antes de ser adquirida por el grupo FIAT.

## Visión general
El 75 fue puesto en venta en mayo de 1985 como sustituto del Giulietta (con el que compartía muchos componentes). Su nombre conmemoraba el 75 aniversario de Alfa Romeo. La carrocería fue obra del Alfa Romeo Centro Stile Ermanno Cressoni, siendo diseñada en forma de cuña con el morro muy bajo. En el frontal disponía de dos grandes faros rectangulares unidos por la calandra de diseño Alfa Romeo (similar a la del Alfa Romeo 33, también de Cressoni). En el Salón del Automóvil de Turín de 1986, se exhibió un prototipo del Alfa Romeo 75 familiar, precursor de la idea exitosa del 156 Sportwagon, creado por Rayton Fissore sobre la base de un Alfa 75 Turbo Rayton. Dos versiones familiares del 75 aparecieron en el Salón del Motor de Ginebra en 1987, una fue llamada Turbo Wagon y la otra, equipada con el 2.0, recibió el nombre de Sportwagon. Estas versiones nunca fueron puestas a la venta, puesto que la idea fue desestimada cuando Fiat tomó el control sobre Alfa Romeo.

## Técnica
El 75, como todos los Alfa de propulsión trasera aparecidos en las décadas de 1970 y 1980 -conocidos oficiosamente como Alfanord en referencia a su origen en Arese- con los que comparte gran parte de la mecánica y parte de la estampación de la carrocería, deriva del proyecto 116 de 1972 del que nacería el Alfetta. De este origen proviene su implantación mecánica, inusual en una época marcada por la irrupción de la tracción delantera. De hecho, el 75 fue el último modelo de Alfa Romeo con tracción trasera hasta el lanzamiento del Alfa Romeo Giulia en 2016.

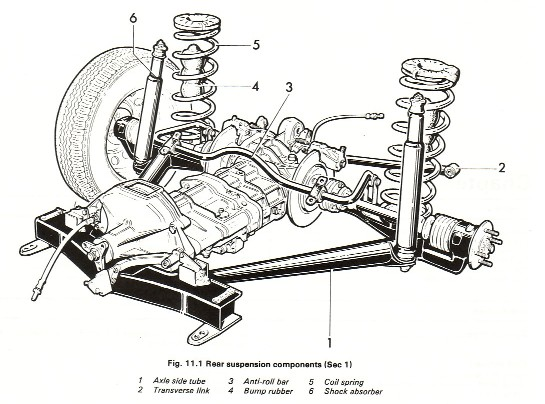
Suspensión trasera por eje De Dion y transmisión Transaxle

Su característica más notable era un reparto de pesos entre el tren delantero y trasero casi perfecto -51:49-, conseguido mediante el uso de un esquema de transmisión con transeje en combinación con una suspensión trasera por eje De Dion. En este esquema la caja de cambios de cinco velocidades se ubica de forma inusual en la parte trasera del coche, formando un conjunto con la campana del embrague y el diferencial. La razón de ser de esta disposición era conseguir un perfecto reparto de peso, reduciendo al tiempo la masa no suspendida al mínimo. Para este fin el pesado conjunto trasero iba fijado a la carrocería, por lo que los semiejes estaban articulados en ambos extremos como en una suspensión independiente. Además los frenos se situaban a la salida del diferencial de modo que el par de frenado se transmitía directamente al conjunto trasero, reduciendo aún más la masa no suspendida y evitando el uso de tirantes de reacción. El diferencial era autoblocante (o deslizamiento limitado) con tarado al 25% cuando la unidad estaba equipada con los motores 3.0 V6, 1.8 Turbo (segunda serie) o 2.0 Twin Spark.
El tren trasero en sí era un robusto y ligero eje rígido tubular, guiado en sentido longitudinal por un par de brazos tirados oblicuos, mientras que para control transversal se confió en un eficaz mecanismo de Watt. Como resorte utilizaba muelles helicoidales y todas las versiones montaban una barra estabilizadora que conectaba las ruedas por encima de conjunto trasero. El sistema era geométricamente perfecto, pues al tratarse de una suspensión indeformable y utilizar un paralelogramo de Watt para guiar el puente transversalmente, aseguraba el contacto de toda la superficie de rodadura con el asfalto en cualquier momento de su recorrido. A cambio, la unión rígida de las ruedas suponía cierta perdida de confort y precisión de conducción en terrenos bacheados.

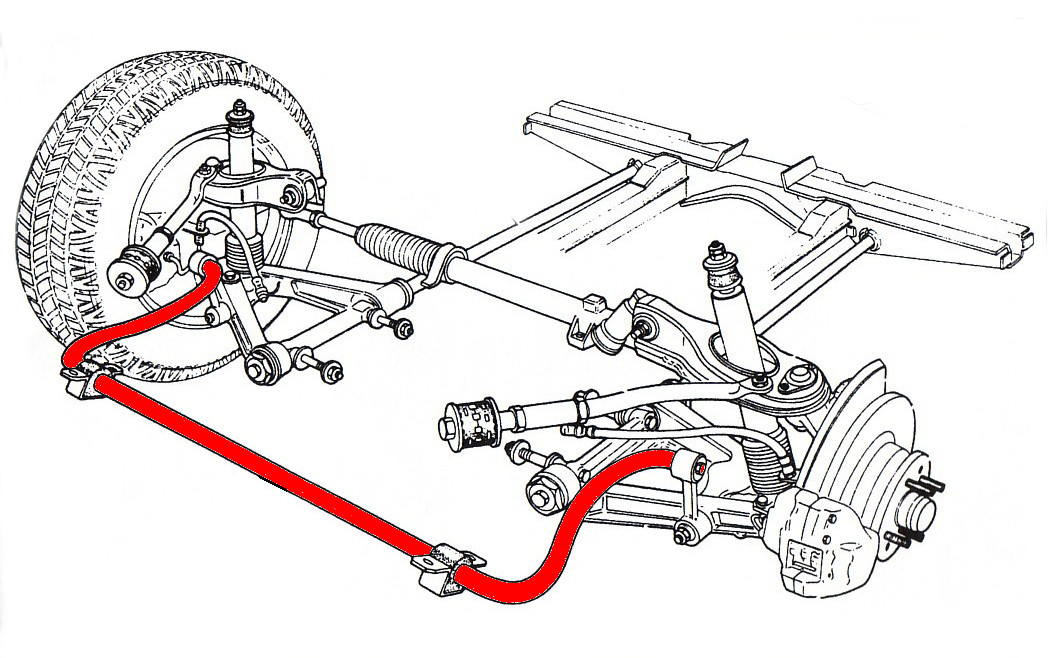
Suspensión anterior por triángulos superpuestos con barras de torsión longitudinales como resorte; los tirantes de reacción actúan sobre los triángulos superiores y en rojo la barra estabilizadora

La suspensión delantera empleaba un sistema de dobles triángulos de desigual longitud, con la particularidad de que los superiores además están inclinados respecto de los inferiores para variar el ángulo de caída de negativo a positivo en función del apoyo. Todas las versiones montaban tirantes de reacción y barra estabilizadora, mientras que como resorte se utilizaron barras de torsión en lugar de muelles helicoidales. Ambos trenes montaban amortiguadores de doble efecto para controlar la inercia de la carrocería. El eje de transmisión, realizado en dos piezas, se situaba entre dos volantes de inercia, uno atornillado al cigüeñal y otro acoplado a la caja de cambios en la campana del embrague, por lo que giraba a la velocidad del motor. Tanto el motor como las dos partes del eje de transmisión y la caja de cambios están unidos por un elastómero en forma de «dónut» para prevenir roturas por vibración de alguna de las partes.
El 75 fue equipado con un avanzado sistema de diagnóstico y motorización llamado Alfa Romeo Control con el propósito de alertar al conductor de algún fallo, desde luces a niveles, etc. Los motores equipados en el 75 en su salida fueron los cuatro cilindros en línea y doble árbol de levas 1.6, 1.8 y 2.0 litros gasolina con alimentación mediante carburador, un 2.0 litros turbo diésel con intercooler hecho por VM Motori, y un 2.5 litros V6 con inyección. En 1986, el 75 Turbo fue puesto en venta, cual dispone de un 1779cc con doble árbol de levas, inyección y un turbocompresor Garrett T3 con intercooler y radiador de aceite.

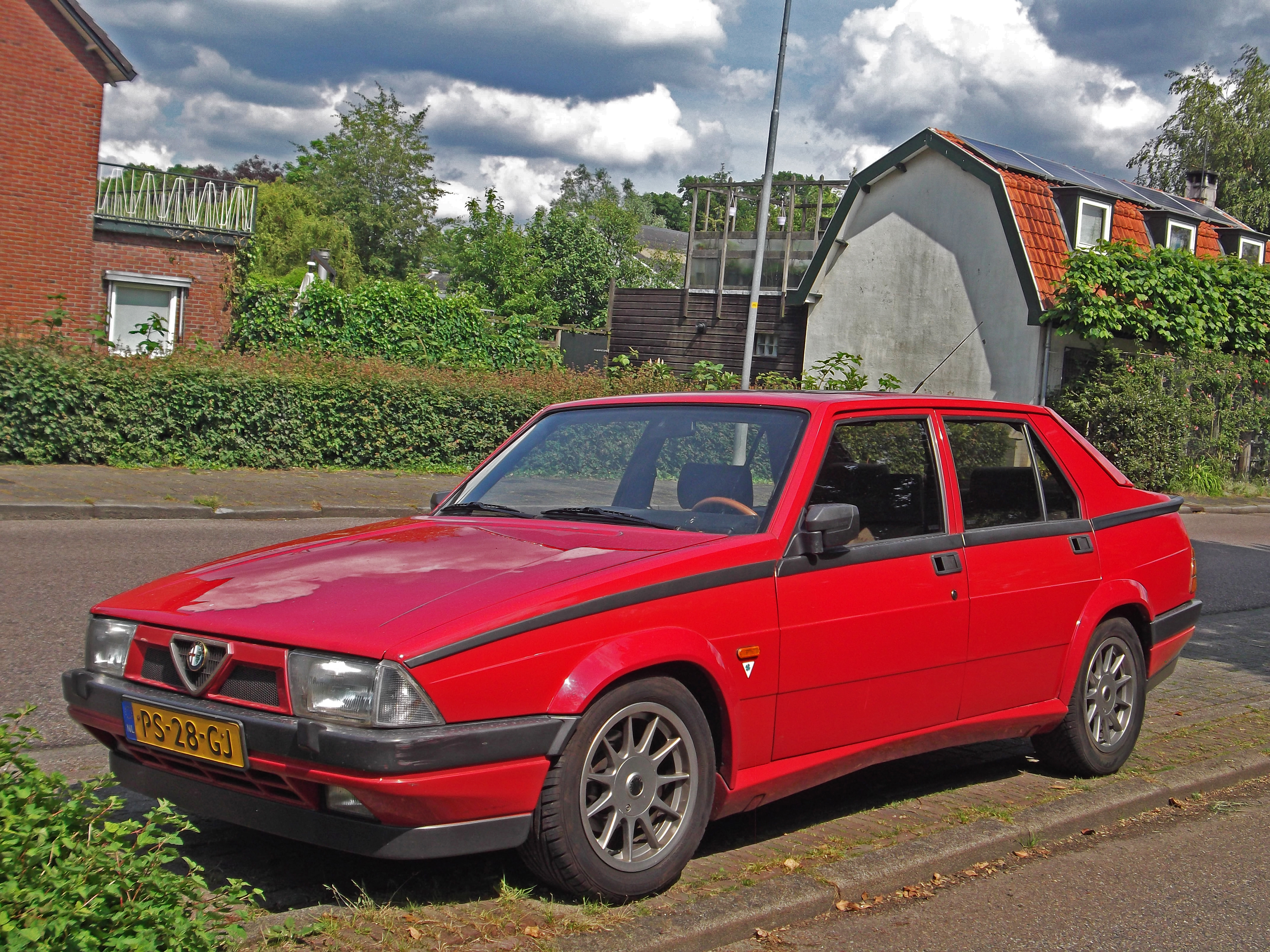
Alfa Romeo 75

Alfa Romeo estrenó su gama de motores Twin Spark en versiones de calle en este modelo con el 2.0 de doble encendido y distribución variable (la primera montada en un vehículo de serie) y bloque de aluminio. Estos motores eran resultado de la experiencia acumulada por Alfa Romeo con los modelos Alfa Romeo GTA y GTAm de competición de los años 60 y 70, dotados de culatas con doppia acensione. Esta tecnología le confiere un mejor rendimiento y una respuesta lineal tratándose de un motor 4 cilindros que rinde 148 CV. 
La chapa del coche era extremadamente fina y ligera, pues contenía el peso en unos 1170 kg para el motor Twin Spark, que es sin duda alguna, el motor más equilibrado para esta carrocería, utilizable en el día a día y con carácter deportivo. A favor tiene la respuesta asombrosamente lineal y consumo contenido. La versión turbo pecaba de poco refinada y excesivamente agresiva en la entrega de potencia, los motores V6, 2.5 y 3.0, tienen una capacidad de empuje espectacular, llegando a los 198cv del 3.0QV, pero en contra juega el excesivo consumo de gasolina y un mayor peso haciendo el coche algo torpe sobre todo a la entrada de las curvas más lentas.
Hablando un poco de parte ciclo no podemos obviar su particular esquema de suspensiones. 

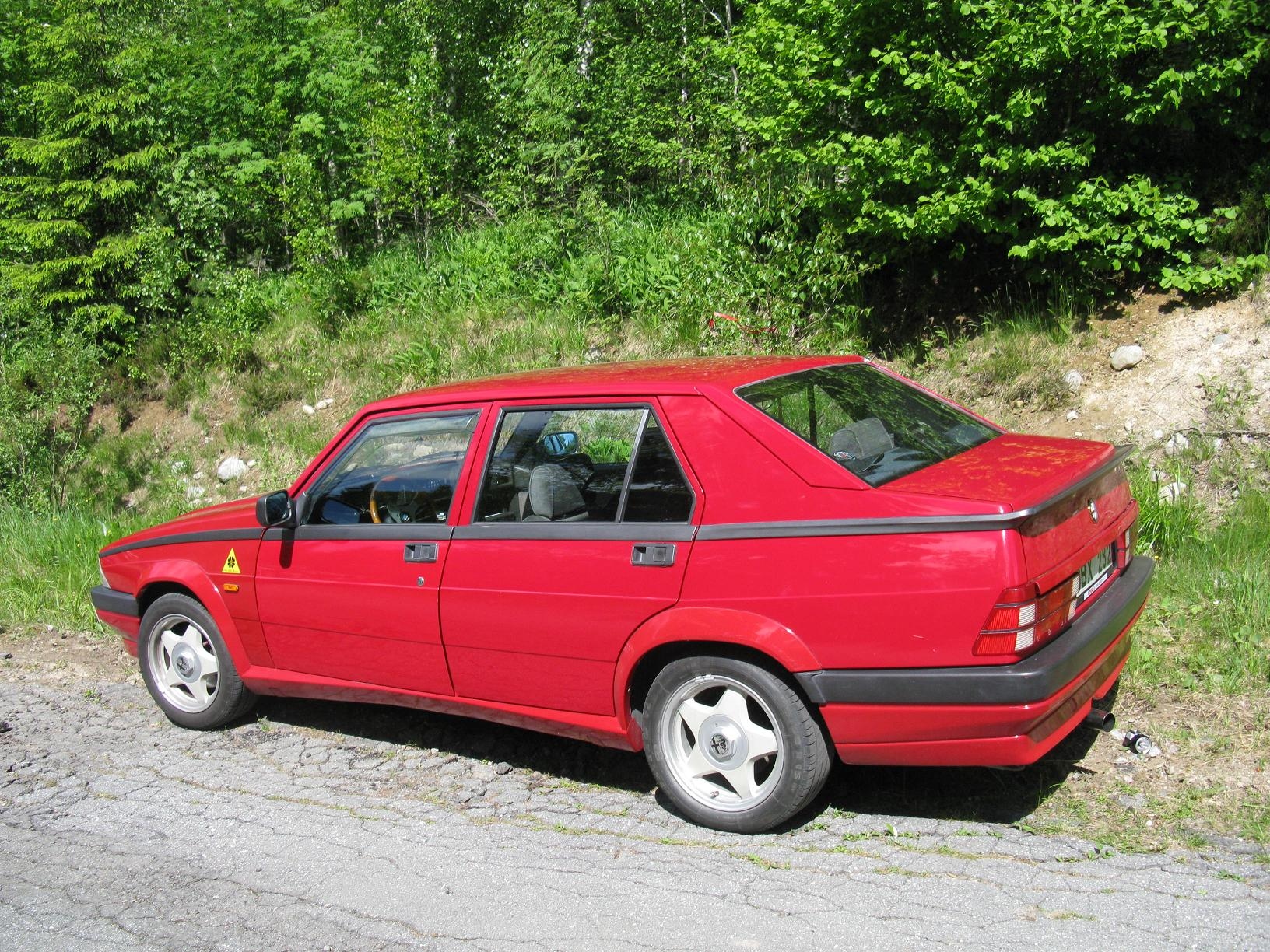
Alfa Romeo 75

El 75 disponía de un interior sobrio en detalles con un diseño inspirado en la aviación, con múltiples relojes como el de presión del turbo (la versión con este propulsor), presión de aceite, el sistema Alfa Control, que indicaba cualquier irregularidad del coche al instante en una gran consola central y hasta un cronómetro opcional para hacer de las vueltas a casa auténticos tramos cronometrados, especial mención al diseño de la palanca del freno de mano y la disposición de los botones elevalunas.
Alfa Romeo comercializó 500 unidades de una versión basada en la utilizada en el Campeonato de Europa de Turismos, llamada Evoluzione. Esta versión equipaba una derivación del motor 1.8 Turbo usado por las versiones normales que, aunque se declaraban los mismos 155 CV, los poseedores de esta versión sabían que la potencia rondaba los 170 CV. Todos los Evoluzione se fabricaron en el color exclusivo Rosso Alfa Pastello, con llantas también rojas y un kit aerodinámico específico. Hoy día son unidades muy buscadas por los coleccionistas.

## Coleccionismo
Los aficionados más puristas consideran al modelo 75 como el último Alfa Romeo genuino, con tracción trasera, y por haber sido diseñado antes de la toma total del control por parte del fabricante de utilitarios Fiat y la imposición del uso de sus plataformas y motorizaciones. Entre las versiones más buscadas y cotizadas se encuentran las motorizaciones 2.5 V6 Qv , V6 3.0 y 1.8 Turbo (Turbo ie y Turbo Evoluzione) así como las versiones 2.0 Twin Spark.

## Competición

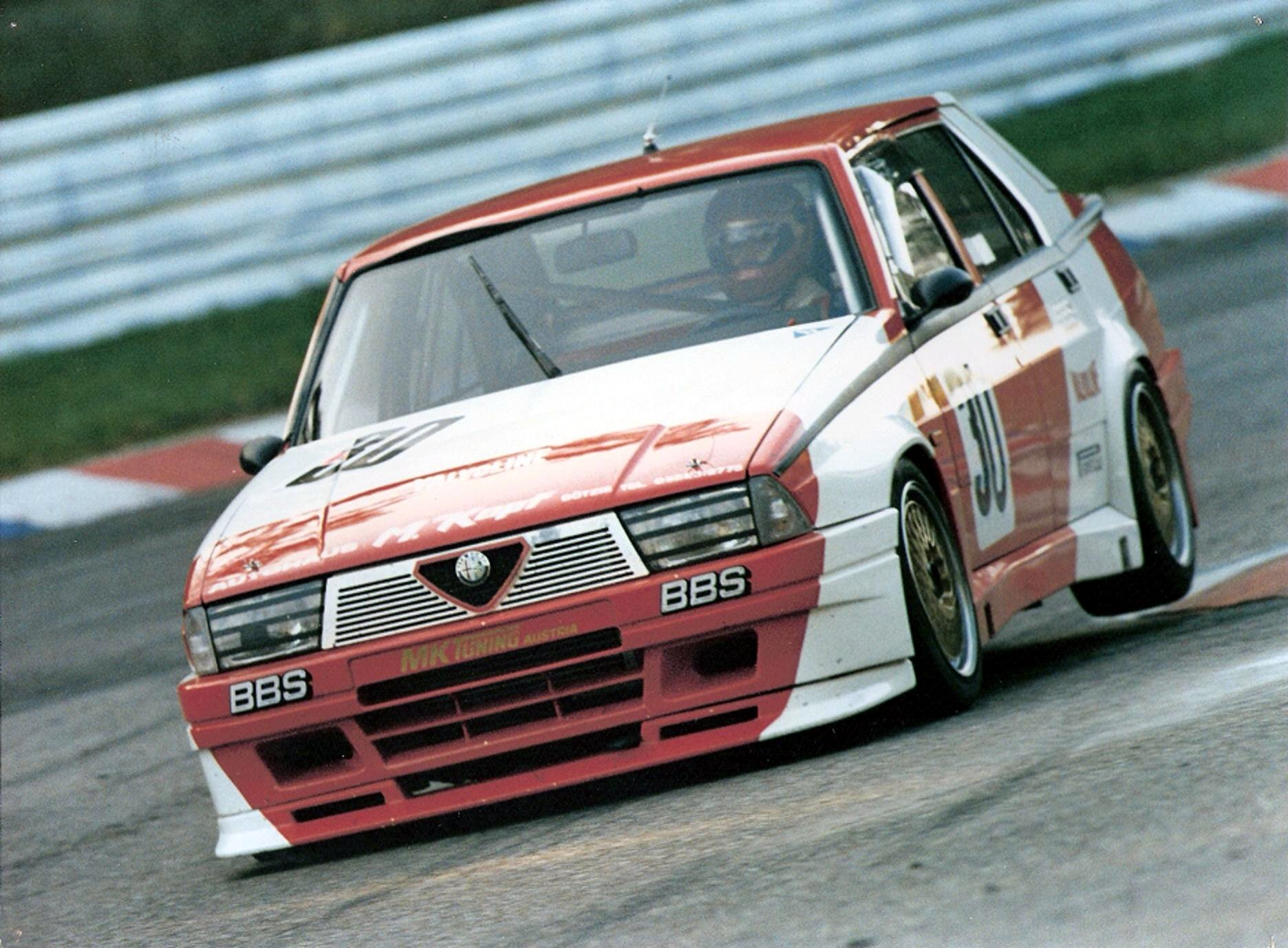
Alfa 75 Turbo en competición clase DTM en el autódromo de Nürburgring, 1986

Al comienzo de la producción de la serie 75, el departamento de competición Alfa Corse (ex-Autodelta) retiró de la línea de producción una treintena de carrocerías. Estas se destinaron a la construcción de unidades destinadas al programa de carreras. Se ensayaron versiones V6 y Turbo, resultando la evolución de estas últimas en la versión Evoluzione, que para resultar homologada por la FIA, necesitaba de la fabricación de 500 unidades Stradale: los 75 Turbo Evoluzione antes citados.
En diversas fases de su preparación y vida deportiva, los 75 Turbo Evoluzione llegaron a rendir cerca de 400cv, superando incluso esa cifra en las versiones especiales IMSA.

### Motorizaciones
- Contaba con los siguientes motores:
  - 1.6 (1570 cc, 110 CV)
  - 1.8 (1779 cc, 120 CV)
  - 2.0 (1962 cc, 130 CV)
  - 2.5i V6 Quadrifoglio Verde (2492 cc, 156 CV)
  - 1.8 Turbo (155 CV)
  - 2.0 TD (1995 cc, 90 CV)

## Serie II (1988-1993)
Contaba con los siguientes motores:
- 1.6 cat (1570 cc, 103 CV)
- 1.8 cat (1779 cc, 118 CV)
- 1.8 Turbo (1779 cc, 155 CV)
- 2.0 TS (1962 cc, 148 CV)
- 3.0 V6 América (2959 cc, 192 CV)
- 2.4 TD (2393 cc. 113 CV)